# Studio Colorido
Studio Colorido Co., Ltd. (株式会社スタジオコロリド Kabushiki-gaisha Sutajio Kororido?) es un estudio de animación japonés filial de la compañía de animación Twin Engine.

## Historia
La compañía estuvo establecida por productor Hideo Uda en 2011. El estudio sigue un principio de "hacer un lugar donde las personas involucradas en el anime puedan continuar trabajando pacíficamente y contribuir al desarrollo de la cultura de animación japonesa". La palabra "Colorido" en el nombre del estudio proviene del portugués o español, significa "rico en color".
Años más tarde, la compañía entró en una sociedad comercial con la compañía Twin Engine y se convirtió en su filial, con el CEO de Twin Engine, Kōji Yamamoto, convirtiéndose en co-CEO.
En abril de 2022, Studio Colorido firmó un acuerdo de coproducción plurianual con Netflix.

## Trabajos

### Películas
| Año  | Título              | Director                        | Duración | Notas                                                  | Ref(s) |
| ---- | ------------------- | ------------------------------- | -------- | ------------------------------------------------------ | ------ |
| 2013 | Hinata No Aoshigure | Hiroyasu Ishida                 | 18m      | Historia original                                      |        |
| 2013 | Shashinkan          | Takashi Nakamura                | 16m      | Historia original                                      |        |
| 2015 | Typhoon Noruda      | Yōjirō Arai                     | 26m      | Historia original                                      |        |
| 2018 | Penguin Highway     | Hiroyasu Ishida                 | 118m     | Adaptación de la novela escrita por Tomihiko Morimi    | [ 7 ]  |
| 2020 | Amor de gata        | Junichi Sato Tomotaka Shibayama | 104m     | Historia original                                      | [ 8 ]  |
| 2020 | Burn the Witch      | Tatsurō Kawano Yūji Shimizu     | 63m      | Adaptación del manga escrito e ilustrado por Tite Kubo | [ 9 ]  |
| 2022 | Hogar a la deriva   | Hiroyasu Ishida                 | 120m     | Historia original                                      | [ 10 ] |
| 2023 | Burn the Witch #0.8 | Tatsurō Kawano                  | 28m      | Adaptación del manga escrito e ilustrado por Tite Kubo | [ 11 ] |
| 2024 | Mi querida oni      | Tomotaka Shibayama              | 112m     | Historia original                                      | [ 12 ] |

### Cortometrajes
| Año  | Título           | Director        | Notas             | Ref(s) |
| ---- | ---------------- | --------------- | ----------------- | ------ |
| 2013 | Wonder Garden    | Youjirō Arai    | Historia original |        |
| 2014 | Paulette's Chair | Hiroyasu Ishida | Historia original |        |

### Original Net Anime
| Año  | Título                                   | Director         | Notas                                               | Ref(s) |
| ---- | ---------------------------------------- | ---------------- | --------------------------------------------------- | ------ |
| 2014 | Fastening Days                           | Hiroyasu Ishida  | Historia original                                   |        |
| 2020 | Pokémon: alas del crepúsculo             | Shingo Yamashita | Animación basada en Pokémon espada y Pokémon escudo | [ 13 ] |
| 2021 | Pokétoon - «Yume no tsubomi»             |                  | Animación basada en Pokémon                         | [ 14 ] |
| 2021 | Pokétoon - «Mattete ne! Koikingu»        |                  | Animación basada en Pokémon                         | [ 15 ] |
| 2021 | Star Wars: Visions - «Tatooine Rhapsody» | Taku Kimura      | Antología basada en Star Wars.                      | [ 16 ] |